# Stade La Asunción
Le stade La Asunción est un stade de football situé à Asunción Mita au Guatemala,.
Son résident est le Deportivo Mictlán, club évoluant à plusieurs reprises en première division du championnat du Guatemala de football dans les années 2000.